# Queen Jane Approximately
«Queen Jane Approximately» es una canción del músico estadounidense Bob Dylan, publicada en el álbum de estudio Highway 61 Revisited. La canción también fue publicada como cara B del sencillo «One of Us Must Know (Sooner or Later)» en enero de 1966. Fue versionada por artistas como Grateful Dead y The Four Seasons.

## Historia
De forma similar a otras canciones de Dylan durante la década, el músico critica a la protagonista de «Queen Jane Approximately», advirtiéndola de una inminente caída en desgracia. Aunque la canción cubre un terreno similar a «Like a Rolling Stone», «Queen Jane Approximately» es más suave y muestra en el tema un poco de compasión. El principal punto de crítica es que el sujeto vive en un mundo auténtico lleno de actitudes, gente y propiedades superficiales y rituales sin sentido. Sin embargo, el cantante también invita al sujeto a ir y verle cuando esté dispuesta a romper sus desviaciones superficiales y participar en una experiencia auténticamente honesta, o cuando ella necesite a alguien para recoger sus últimos pedazos.
La canción está estructurada en cinco estrofas, de las cuales las dos primeras tratan de la relación de Queen Jane con su familia, las dos siguientes de la relación con sus cortesanos y la última con los bandidos. Esta estructura trata esencialmente un camino desde los más cercanos a ella para salir de su situación actual, preparando los últimos versos de la quinta estrofa donde el narrador le ofrece: «And you want somebody you don't have to speak to / Won't you come see me Queen Jane?». La canción también incorpora varias actutudes hacia el tema, incluyendo condescendencia, la justicia propia, el desprecio, la compasión y la burla.
Una de las preguntas persistentes acerca de la canción es la identidad de Queen Jane, a cuyo título hace referencia. Las especulaciones sobre el tema incluyeron reinas como Juana Grey y Juana Seymour, mientras que otras se centraron en Joan Báez, debido a la similitud entre los nombres de «Jane» y «Joan», la reputación de Báez como la reina de la música folk y la acidificación de la relación entre Dylan y Báez en la época en la que la canción fue escrita. Sin embargo, el propio Dylan confesó al periodista Nora Ephron que «Queen Jane es un hombre».
«Queen Jane Approximately» ha sido interpretada en directo en pocas ocasiones. Sin embargo, una versión en directo fue publicada en el álbum en directo Dylan & the Dead. La revista Mojo situó a la canción como la 70.ª mejor canción de Dylan en una encuesta elaborada en 2005.

## Personal
- Bob Dylan: voz, guitarra y armónica
- Mike Bloomfield: guitarra
- Paul Griffin: piano
- Frank Owens: piano
- Bobby Gregg: batería
- Sam Lay: batería
- Harvey Goldstein: bajo
- Al Kooper: órgano